# 스완 (소설)
《스완》(일본어: スワン)은 오승호의 2019년작 장편 추리소설이다. 2019년 제162회 나오키상 후보에 올랐으며 2020년 제73회 일본추리작가협회상과 제41회 요시카와 에이지 문학신인상을 수상했다. 대한민국에는 블루홀식스에서 이연승의 번역으로 출간되었다.

## 시놉시스
대형 쇼핑몰 '스완'에서 무차별 총격 사건이 발생한다. '엘리펀트'라는 이름으로 모인 삼인조는 모형 권총으로 사정 없이 시민들을 쏘았고, 그 결과 스물한 명이 사망하는 비극이 일어난다. 여고생 가타오카 이즈미는 스완에서 친구 고즈에와 함께 간신히 살아남는다. 그로부터 반년이 흐르지만, 이즈미는 사건의 영향에서 벗어나지 못한다. 더구나 동급생 고즈에가, 범인이 다음으로 죽일 사람을 이즈미에게 선택하게 했다는 사실을 주간지에 폭로하면서 이즈미는 사회적 비난에 시달리게 된다.
그러던 어느 날 이즈미는 사건 생존자들을 대상으로 한 어느 모임에 초대된다. 모임 진행자인 도쿠시마 변호사는 이즈미를 포함한 다섯 명의 생존자들에게, 사건 당시 불가사의한 상태로 살해당한 피해자 요시무라 기쿠요의 의혹을 밝히는 데 협조해 달라고 말한다.

## 등장인물

### 모임 참가자
- 가타오카 이즈미(片岡いずみ): 고등학교 2학년생. 엘레나 웡의 백조의 호수 공연을 보고 발레리나의 꿈을 갖게 되었으며, 실력은 상당히 뛰어나다. 고즈에의 연락을 받고 스완에 갔다가 사건에 휘말렸다.
- 하타노(波多野): 와이셔츠를 입은 회사원 인상의 중년 남성.
- 도산(道山): 야구 점퍼를 입은 건장한 체격의 남성. 가명은 프로레슬러 역도산에게서 따왔다.
- 호사카 노부쓰구(保坂伸継): 백발의 노년 남성. 유일하게 본명을 사용한다.
- 이쿠타(生田): 파마머리를 한 중년 여성. 가명은 배우 이쿠타 도마에게서 따왔다.
- 도쿠시타 소헤이(徳下宗平): 아사바 법률 사무소에 소속된 변호사. 요시무라 히데키로부터 의뢰를 받고 모임의 진행자 역을 맡았다.

### 총격 사건 관련자
- 오타케 야스카즈(大竹安和): '엘리펀트'의 일원으로 닉네임은 '구스'. 흑조 광장에서 범행을 시작했다. 근육질의 무뚝뚝한 사내. 방위 대학교를 중퇴하고 여러 직업을 전전하며 SNS에서 사회에 대한 불만을 쏟아냈다. 사건 1년 전까지 '스완'에서 경비원으로 근무했다.
- 니와 유즈키(丹羽佑月): '엘리펀트'의 일원으로 닉네임은 '반'. 백조 광장에서 범행을 시작했다. 멤버 중 유일한 고나가와 출신으로, 유복한 환경에서 자랐고 투자로 돈을 벌었다. 영화와 책에 영향을 받아 세상의 악을 증명하기 위해 범행을 계획했다.
- 나카이 준(中井順): '엘리펀트'의 일원으로 닉네임은 '산트'. 멤버 중 유일한 미성년자로 인터넷에서만 활동하는 은둔형 외톨이였다. 사건 직전 구스에게 사살당한다.
- 요시무라 기쿠노(吉村菊乃): 부유한 노년 여성. 몇 년 전 남편과 사별하였다. 매주 일요일 아침 스카이라운지에서 식사를 하는 습관이 있다. 1층 엘리베이터 문에 끼어 쓰러진 채로 사살당했다.
- 후루타치 고즈에(古舘小梢): 이즈미와 같은 학교에 다니는 고등학생. 이즈미와 발레 교실에서 처음 만났다. 이즈미의 발레 실력을 질투한 나머지 집단 따돌림을 주도했다. 백조의 호수의 오딜 역할을 놓고 이즈미와 경쟁했다. 사건 당일, 스완 근처 저수지에서 자신의 연기를 보여주기 위해 이즈미를 불러내었다가 함께 총격 사건에 휘말렸다.
- 가메나시 요스케(亀梨洋介): 피해자인 대학생. 백조 광장에서 니와 유즈키에게 가장 먼저 사살당했다.
- 후타미 유키오: 5세의 남자아이. 미아가 된 상태로 스카이라운지에서 니와 유즈키에게 사살당했다.
- 후타미 가요: 유키오의 어머니. 백조 광장에서 사살당했다.
- 야마지 도모타케(山路智丈): 제2방재센터에서 근무하는 중년의 남성. 안전을 추구하는 무기력한 태도의 소유자.
- 오다지마 지카라(小田嶋力): 제2방재센터에서 근무하는 젊은 남성. 럭비로 다져진 다부진 체격의 소유자.
- 하마야 소노코: 스카이라운지에서 종업원으로 근무하는 여성. 불친절한 태도로 기쿠노와 마찰을 빚고 있었다.

### 기타 인물
- 요시무라 히데키(吉村秀樹): 고나가와 물류 회사 사장. 스완 사건으로 어머니 기쿠노를 잃고 그녀의 죽음에 의문을 가졌고, 도쿠시타 변호사를 고용하여 사건 생존자들을 모아 모임을 주최한다.
- 가타오카 마스미(片岡真澄): 이즈미의 어머니. 홀몸으로 이즈미를 키우고 있다.
- 고즈에의 어머니: 사건 당시 이즈미가 니와 유즈키에게 총으로 쏠 대상을 말했다는 내용의 고발 기사를 내었다.
- 세리나(芹那): 이즈미가 불량 청소년으로 지내던 시절의 친구. 현재는 학교를 그만두었다. 이즈미는 그녀와 더 이상 어울리지는 않지만, 친밀한 관계를 유지하고 있다.
- 아유카와 가이(鮎川快): 이즈미네 학교의 물리 교사. 배구 선수 출신이다. 고즈에와는 옛날부터 집안과 교류가 있었으며 그녀의 약혼자로 여겨지고 있다.
- 우시쿠라(牛倉): 이즈미네 반 담임 선생님.
- 기타시로 슈고(北代周吾): 이즈미의 담당 정신과 의사.
- 스가노 유이(菅野由衣): 가메나시 요스케의 여자친구.
- 엘레나 웡(エレナ・ウォン): 이즈미가 존경하는 미국인 발레리나. 어느 유럽 발레 교실의 공연에서 백조의 호수의 두 공주를 연기했으나, 프로로서 성공하지는 못했다.

## 설정
- 스완(スワン): 사이타마현 고나가와시에 위치한 거대 복합 쇼핑몰. 정식 명칭은 '고나가와 시티가든 스완(湖名川シティガーデン・スワン)'이다. 3층 높이의 본관과 별관으로 구성되어 있다. 본관 인테리어는 발레 작품 《백조의 호수》에서 모티브를 취하여, 길다란 건물의 양 끝에 각각 분수 광장이 있다. 정식 명칭은 '오데트의 샘'과 '오딜의 샘'이나 손님들은 주로 백조 광장과 흑조 광장이라고 부른다. 3층까지 천장이 뚫려 있고, 옥상 위로는 엘리베이터로만 접근할 수 있는 스카이라운지가 있다. 건물 옆에는 저수지가 있다.
- 고나가와시(湖名川市): 도쿄 교외의 도시로, 사이타마시와 인접해 있는 것으로 서술된다. 전형적인 베드타운으로 '스완' 이외에는 이렇다 할 놀거리가 없다.
- 모임(お茶会): 매주 금요일 총 4회 열리며 참가자에게 교통비와 사례금, 그리고 진실을 말한다는 조건 하에 보너스 금액이 지급된다.
- NO 영상(NO動画): 범인 니와 유즈키와 오타케 야스카즈가 범행 당시를 직접 촬영한 영상. 한 시간 동안의 범행을 각 10분씩 여섯 개의 영상으로 촬영하여 총 12개가 자동으로 스트리밍 사이트에 업로드되었다.